# O store Gud
O store Gud är en andlig sång med text från 1885 av Carl Boberg (1859–1940) som trycktes första gången i Mönsterås-Tidningen den 13 mars 1886. Missionsförbundaren (numera Equmeniakyrkan) Carl Boberg skrev texten efter att ha varit med om ett åskoväder på Oknö vid Kalmarsund. Musiken är en bearbetad svensk folkmelodi. Sången är en av världens mest spridda andliga sånger och den har av bl.a. den brittiska TV-publiken i TV-programmet Songs of Praise röstats fram som deras favorithymn . I engelsk översättning (How great Thou art) har den sjungits in av flera stora artister, däribland Elvis Presley.

## Bakgrund
Sången trycktes i Sanningsvittnet den 16 februari 1891 och översattes 1907 till tyska av Manfred von Glehn (1867–1924) i Estland, med namnet "Wie groß bist Du" (första raden "Du großer Gott"). År 1927 publicerade Ivan Stepanovitj Prochanov en rysk version, som missionären Stuart K. Hine fann i Ukraina och översatte till engelska som "How Great Thou Art". I den formen sjöngs sången vid evangelisationsmöten i England under andra världskriget. En fjärde vers lades till år 1948.
Sången är mycket känd i USA där den ofta framförs mycket långsamt. Den blev populär under Billy Grahams korståg i New York år 1957, då sångaren George Beverly Shea sjöng den mer än hundra gånger. Därefter fick den ökad popularitet i Sverige, där den till viss del fallit i glömska. Elvis Presley spelade in den 1966 och sjöng den många gånger på sina konserter under 1970-talet. Elvis Presley vann en Grammy 1967 för "How Great Thou Art" samt ännu en Grammy 1974 för sin liveversion av sången. Per-Erik Hallin som arbetade med Elvis Presley 1973–1974 försökte förgäves övertyga Elvis om att sången kom ifrån Sverige. Elvis trodde han skämtade med honom eftersom han, liksom många amerikaner, trodde den var amerikansk. Den har spelats in av många kända sångare, till exempel Johnny Cash och Whitney Houston. Cash trodde att sången skrivits av en amerikanska med namnet Crosby.
I slutraderna i varje strof är karaktären av lovsång påtaglig även i melodin: 
Då brister själen ut i lovsångsljud:
O store Gud! O store Gud!
Då brister själen ut i lovsångsljud:
O store Gud! O store Gud!
Sången återfinns med sex verser i den ekumeniska delen av 1986 års psalmbok. Viss bearbetning har där gjorts, dock utan angivande av upphovsman.

## Publicerad i
- Det glada budskapet 1890 med Carl Bobergs signatur C. B-g.
- Sionsharpen 1890 som nr 12.
- Herde-Rösten 1892 som nr 91 under rubriken "Betraktelse". Publicerad i en A och en B-version, där den sistnämnda utgör fem verser, som fortsättning på de fyra första mer kända verserna.
- Svenska Missionsförbundets sångbok 1894 som nr 5
- Hjärtesånger 1895 som nr 123 under rubriken "Lofsånger".
- Jubelklangen 1896 som nr 222.
- Svenska Missionsförbundets sångbok 1920 som nr 16 under rubriken "Skapelsen".
- Frälsningsarméns sångbok 1929 som nr 339 under rubriken "Jubel, erfarenhet och vittnesbörd".
- Musik till Frälsningsarméns sångbok 1930 som nr 339.
- Förbundstoner 1957 som nr 10 under rubriken "Guds härlighet och trofasthet: Skapelsen och försynen".
- Frälsningsarméns sångbok 1968 som nr 336 under rubriken "Det Kristna Livet - Jubel och tacksägelse".
- Sions Sånger 1981 nr 199 under rubriken "Tack och lov".
- Nr 11 i den ekumeniska delen av den svenska psalmboken (dvs psalm 1-325 i Den svenska psalmboken 1986, Cecilia 1986, Psalmer och Sånger 1987, Segertoner 1988 och Frälsningsarméns sångbok 1990) under rubriken "Lovsång och tillbedjan".
- Psalmer: Jesu Kristi kyrka av sista dagars heliga 1993 som nr 48.
- Sångboken 1998 som nr 99.
- Barnatro och Pärleport, 2002, som nr 75.
- Hela familjens psalmbok 2013 som nummer 191 under rubriken "Vi tackar dig".[12]
- Cecilia 2013 som nr 10 under rubriken "Lovsång och tillbedjan".
- Eglise protestante unie de France som psalm 41-29, ”Dieu tout-puissant”. Text: Hector Amera.